# Combat entre le HMAS Sydney et le LZ92
Première Guerre mondiale
Batailles
- Blocus allié de l'Allemagne
- Odensholm (08-1914)
- 1re Heligoland (08-1914)
- Action du 22 septembre 1914
- Falklands (12-1914)
- Dogger Bank (01-1915)
- Gotland (07-1915)
- Golfe de Riga (08-1915)
- Yarmouth et Lowestoft (04-1916)
- Jutland (05-1916)
- Funchal (12-1916)
- Combat entre le Leopard et le HMS Achilles
- Pas-de-Calais (04-1917)
- Combat entre le HMAS Sydney et le LZ92
- Détroit de Muhu (10-1917)
- 2e Heligoland (11-1917)
- Croisière de glace (02/03-1918)
- Zeebruges (04-1918)
- 1er Ostende (04-1918)
- 2e Ostende (05-1918)
- Sabordage allemand à Scapa Flow (06-1919)

Bataille de la mer Noire
- 12 octobre 1914
- Odessa (10-1914)
- Novorossiisk
- Feodosia
- Cap Sarytch
- île Kirpen (1re)
- île Kirpen (2e)

Front d'Europe de l'Ouest
Front italien
Front d'Europe de l'Est
Front des Balkans
Front africain
Front du Moyen-Orient
Le combat entre le HMAS Sydney et le LZ92 est un engagement naval et aérien de la Première Guerre mondiale en mer du Nord. Il a lieu entre le zeppelin allemand LZ92 (nom tactique : L.43) et le croiseur léger australien HMAS Sydney.

## L'engagement
Le Sydney patrouillait dans les eaux britanniques lorsqu'il est pris à partie par un zeppelin allemand lors d'une patrouille au large de Rosyth en Écosse. Le L.43 largue dix à douze bombes sur le Sydney qui manquent leur cible. Le croiseur réplique alors avec ses canons anti-aériens afin d'abattre le zeppelin, sans succès car hors de portée. L'engagement prend fin lorsque les deux camps tombent à court de munitions. Il n'y a pas eu de dégâts ni de victimes.